# Karl von Blaas

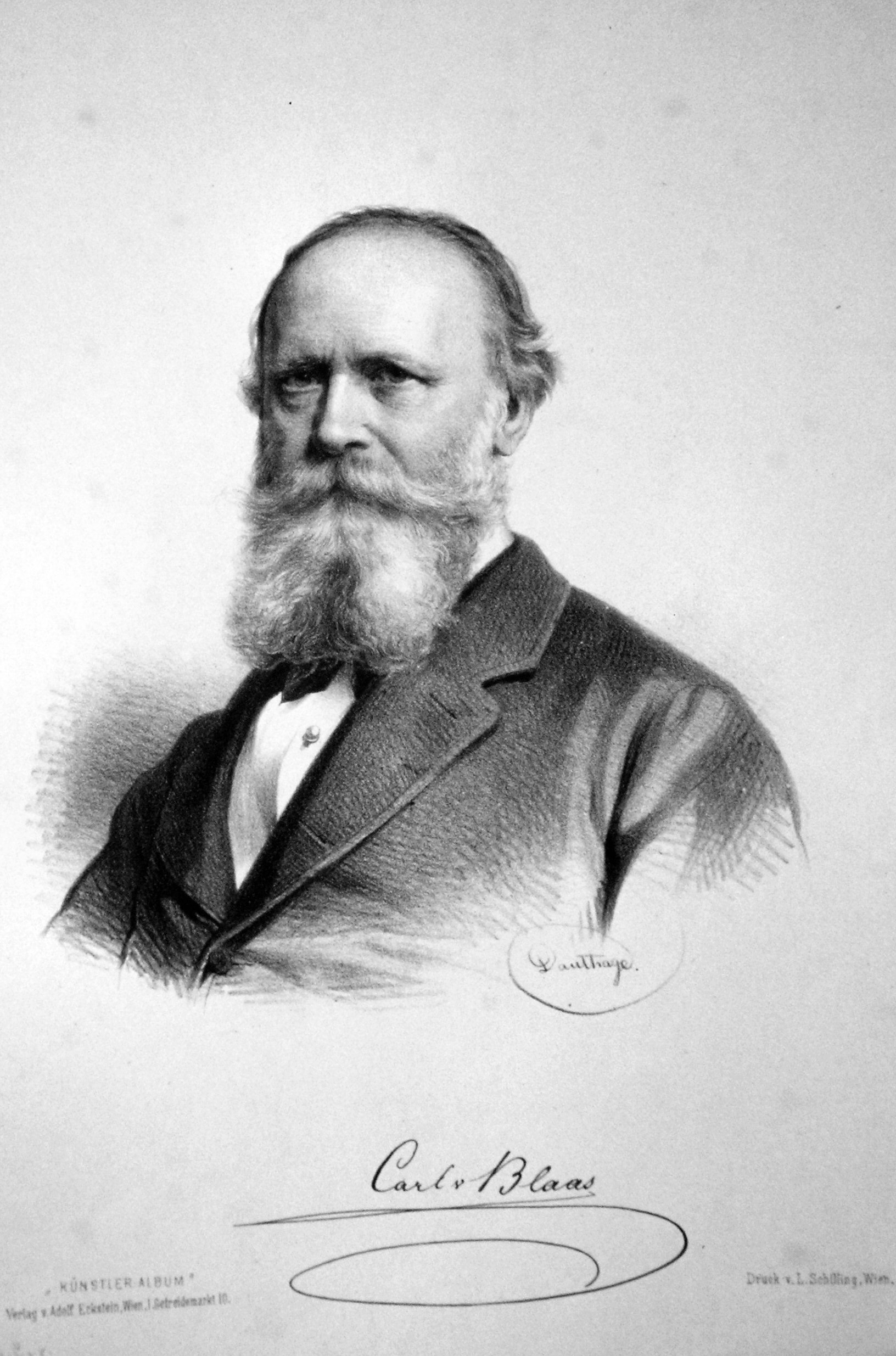
Karl von Blaas, Lithographie von Adolf Dauthage, ca. 1880

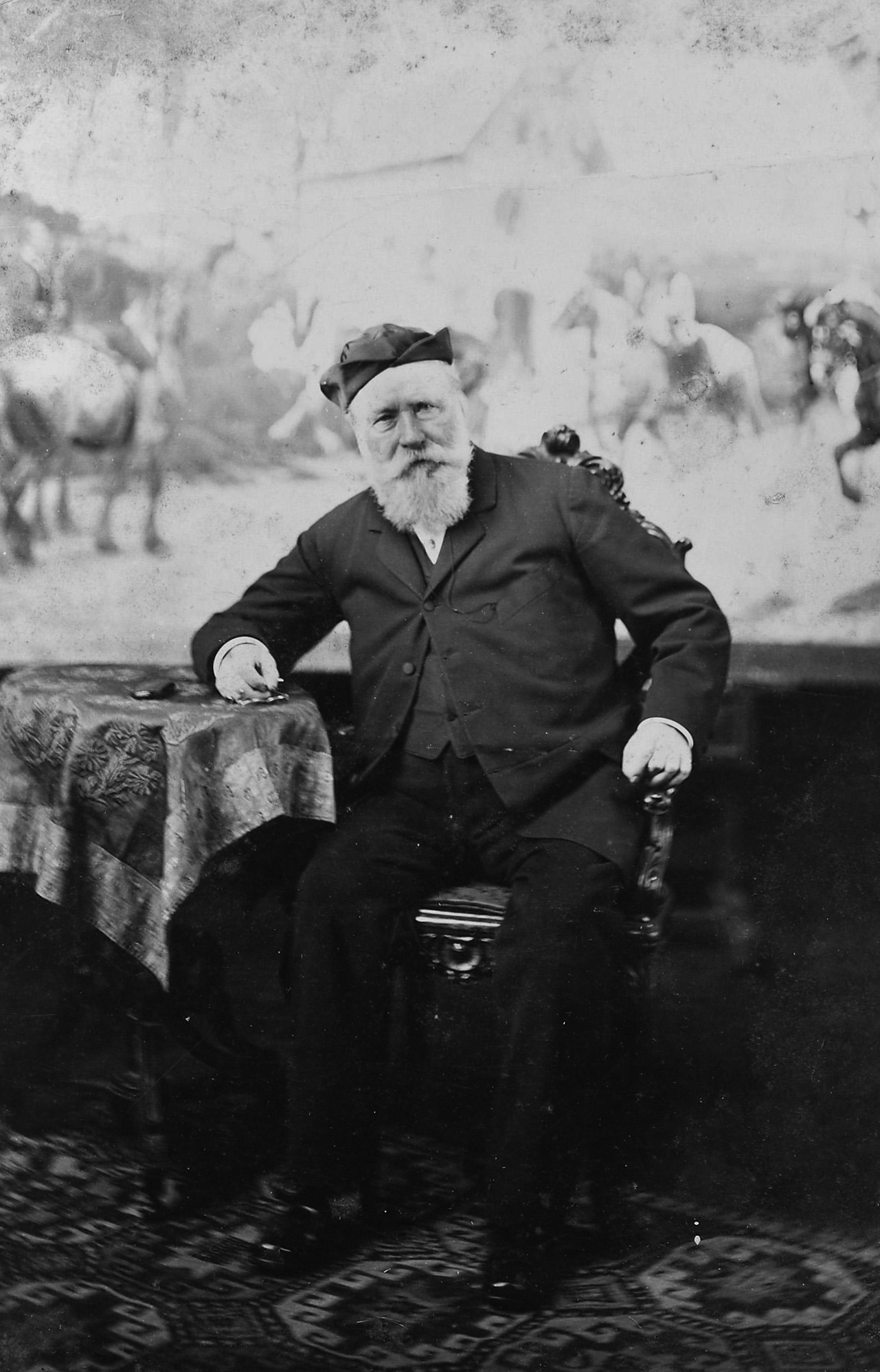
Karl von Blaas, Fotografie (Selbstporträt)

Karl von Blaas (* 28. April 1815 in Nauders, Kaisertum Österreich; † 19. März 1894 in Wien, Österreich-Ungarn) war ein österreichischer Historien- und Genremaler.

## Leben

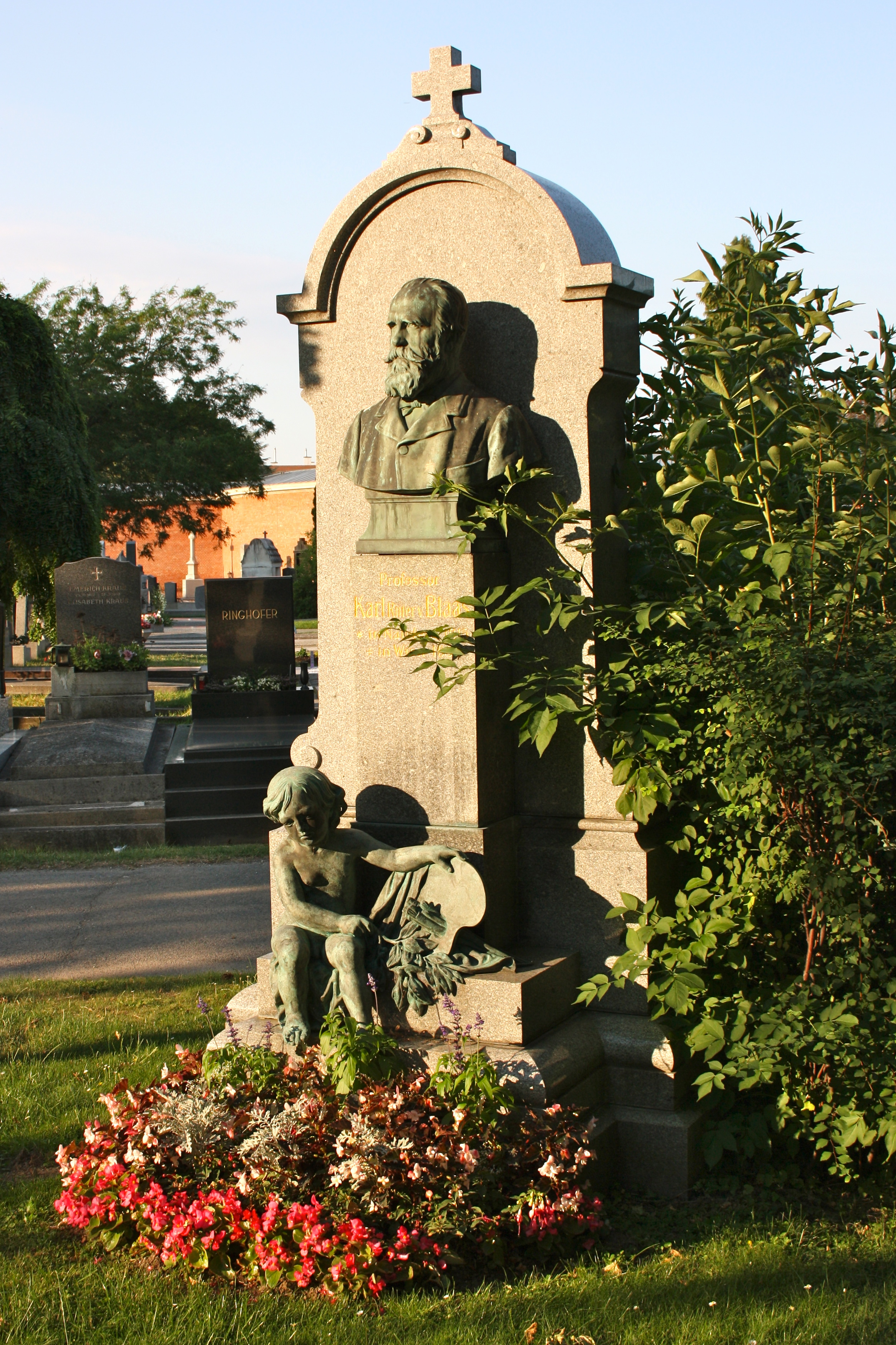
Ehrengrab auf dem Wiener Zentralfriedhof

Karl von Blaas stammte aus armen, adligen Verhältnissen. Sein Onkel, Freiherr von Eschenburg, erkannte früh sein Malertalent und ermöglichte ihm den Besuch der Akademie in Venedig ab 1832. Nach den Studienjahren hielt sich Karl von Blaas in Florenz und Rom auf und wurde hier durch Friedrich Overbeck stark beeinflusst. 1851 folgte er einem Ruf als Professor für Historienmalerei an die Akademie in Wien. In dieser Zeit malte er die Fresken in der Altlerchenfelder Pfarrkirche. 1855 erhielt er einen Preis bei der Weltausstellung in Paris für sein Gemälde „Karl der Große besucht die Schule der Knaben“. Im gleichen Jahr wurde er Professor an der Akademie zu Venedig.
Blaas war auch als Genre- und Porträtmaler tätig, bevorzugte selbst aber religiöse Motive. Auch die Fresken in der Kirche in Fót (Ungarn) stammen von Blaas. Zu seinen Schülern in Wien gehört der Orientmaler Leopold Carl Müller. Seine Söhne Eugene de Blaas (1843–1931) und Julius von Blaas (1845–1922) waren ebenfalls Genre- und Historienmaler. Im Jahr 1895 wurde in Wien-Döbling (19. Bezirk) die Blaasstraße nach ihm benannt.

## Hauptwerk

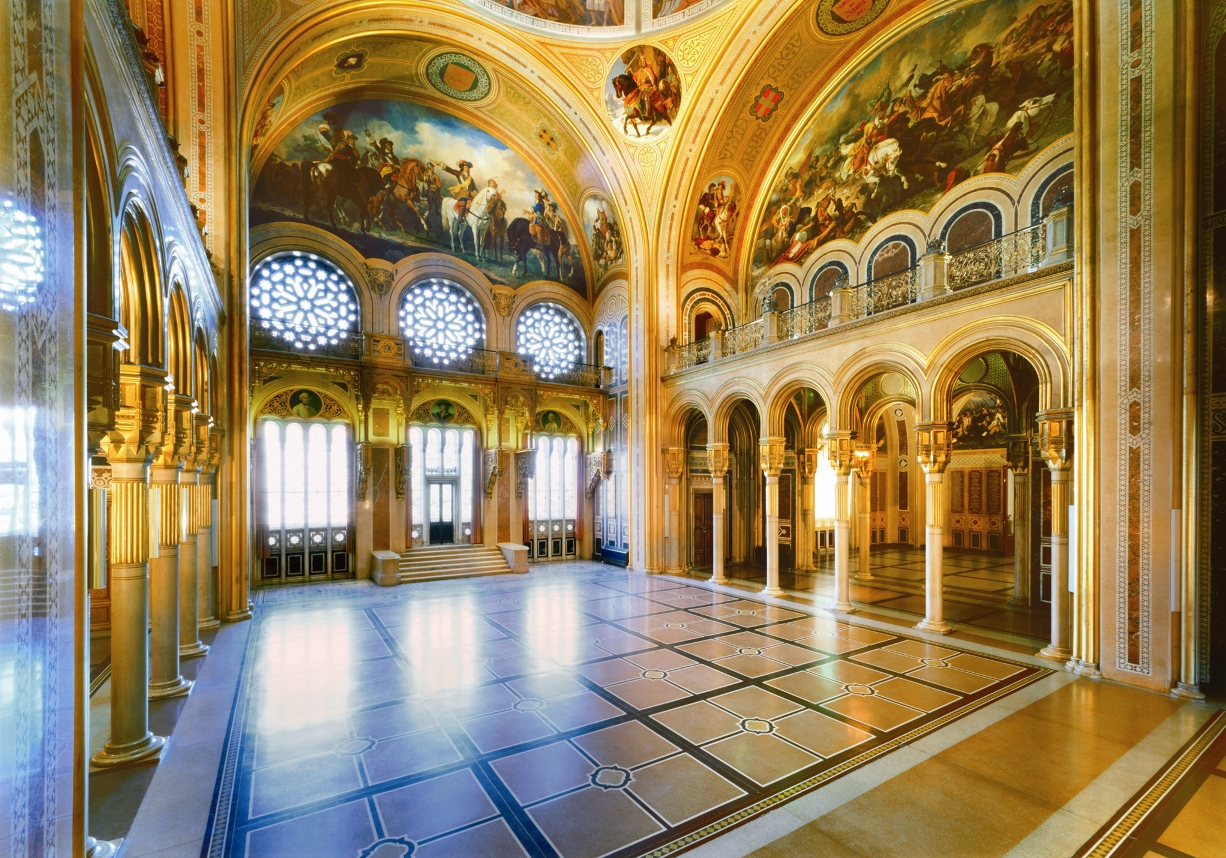
Ruhmeshalle des Heeresgeschichtlichen Museums mit den Fresken des Karl von Blaas

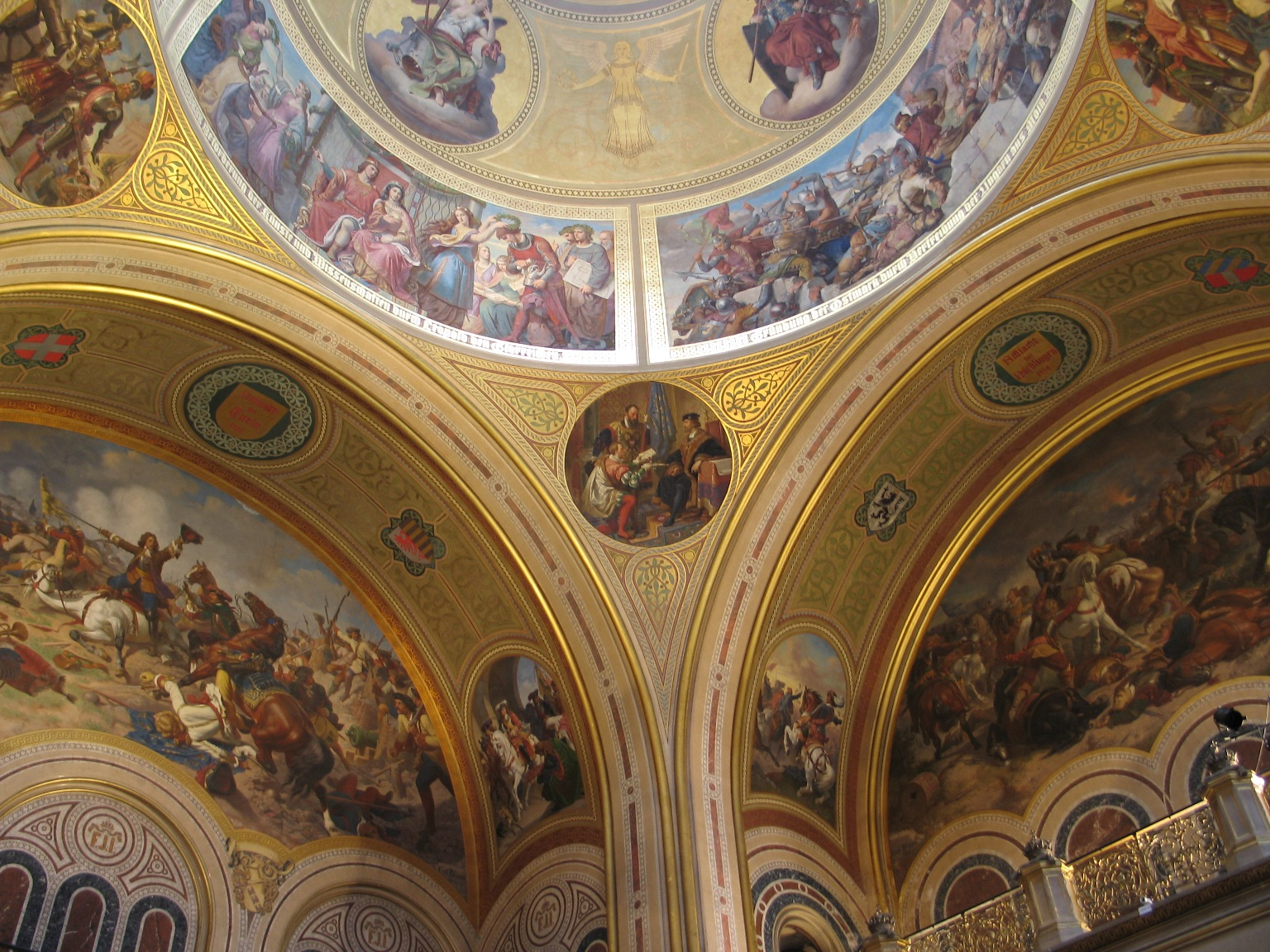
Detail der Fresken in der Ruhmeshalle

Das Hauptwerk des Karl von Blaas sind die Fresken mit den wichtigsten Szenen der Geschichte Österreichs in der Ruhmeshalle des „k. k. Hofwaffenmuseums“, also des heutigen Heeresgeschichtlichen Museums. Der Auftrag wurde seitens des federführenden Architekten, Theophil von Hansen, nach Vollendung des Wiener Arsenals erst Carl Rahl zugedacht, da Hansen die Entwürfe Rahls eine kongeniale Ergänzung zu seinem Bauwerk zu sein schienen. Jedoch mischte sich Kaiser Franz Joseph I. persönlich ein, der dem Historienmaler Blaas den Vorzug gab, nicht zuletzt auch auf Empfehlung seines Bruders Erzherzog Ferdinand Maximilian. Die kaiserlichen Vorgaben waren sehr präzise: „[…] nur wahrhaft Ruhmwürdiges, Bedeutendes und wirklich Geschehenes“ durfte Ausdruck finden; nur jene Epoche hatte ins Auge gefasst zu werden, „in welcher eine österreichische Armee als solche in die Wirklichkeit trat, nämlich das 17., 18. und 19. Jahrhundert, aus welchen daher die größten auf die Geschichte Österreichs entscheidend gewirkten Thaten der Armee zur Anschauung zu kommen“ hatten.
Die Kuppel dieser mächtigen Halle schmückte Blaas mit Szenen aus der Babenbergerzeit, nämlich Die Erstürmung von Melk durch den Markgrafen Leopold I. von Babenberg, Markgraf Leopold III. der Heilige weist die Kaiserkrone zurück, Kaiser Friedrich Barbarossa belehnt 1156 den Babenberger Heinrich II. Jasomirgott mit Österreich und den Sachsenherzog Heinrich den Löwen mit Bayern und Herzog Leopold VI. der Glorreiche als Förderer der Künste und der Wissenschaften.
In den vier großen Wandbögen sind große Siege der kaiserlichen Armee, nämlich die Schlacht bei Nördlingen 1634, der Kriegsrat in der Schlacht bei St. Gotthard 1664, die Schlacht bei Zenta 1697 und der Entsatz von Turin 1706 dargestellt; im linken Nebensaal die Ereignisse aus der Regierungszeit Maria Theresias und Josephs II. bis zur Einnahme Belgrads 1789; im rechten Nebensaal die Napoleonischen Kriege von der Schlacht bei Würzburg 1796 über den Tiroler Freiheitskampf von 1809 bis zu den Waffenstillstandsverhandlungen des Feldmarschall Radetzky mit König Vittorio Emanuele II. von Sardinien nach der Schlacht bei Novara 1849.
Die Arbeit nahm insgesamt 14 Jahre in Anspruch (1858–1872). Bei einem Luftangriff der US Air Force auf das Arsenal am 10. September und 11. Dezember 1944 wurde das Hauptgebäude des Heeresgeschichtlichen Museums von mehreren Bomben getroffen. Dabei wurden zwei Fresken in den Seitenhallen der Ruhmeshalle zerstört und das Hauptfresko in der Kuppel schwer beschädigt. Da die Entwürfe des Künstlers erhalten waren, konnten die Fresken von Max von Poosch (1872–1968) nach dem Krieg wiederhergestellt werden.

## Weitere Werke (Auswahl)
- 1863 Hochaltarblatt hl. Valentin in der Pfarrkirche Nauders
- Fresken in der Kirche von Fót bei Pest
- Fresken in der Ruhmeshalle des Heeresgeschichtlichen Museums, Wien
- 1869  Einzug des Kaisers Franz I. von Österreich in Wien am 16. Juni 1814, Öl auf Leinwand, Heeresgeschichtliches Museum Wien
- Die Heimkehr Jakobs
- Der Raub venetianischer Bräute im 6. Jahrhundert
- Die heilige Katharina
- Gefangennahme Andreas Hofers